# 暹羅龍屬
暹羅龍屬是獸腳亞目恐龍的一屬，生存於下白堊紀的泰國。牠的體型不明，但估計長達9.1米。模式種是蘇氏暹羅龍（S. suteethorni），是由埃瑞克·比弗托（Eric Buffetaut）及Ingavat於1986年正式描述、命名的。目前對暹羅龍所知甚少，只知牠是肉食性的恐龍，可能主要以魚類為食，並從其牙齒得知牠與棘龍是近親。
在2010年，一項針對棘龍科牙齒的氧同位素研究，分析棘龍、重爪龍、激龍、暹羅龍的氧同位素組成，並與同時代的其他獸腳類恐龍、烏龜、鱷魚互相比較。研究人員發現棘龍科牙齒的氧同位素組成，較接近同一地區發現的烏龜、鱷魚，而不類似同一地區的獸腳類牙齒。在棘龍科中，棘龍牙齒的氧同位素組成是最接近其他獸腳類恐龍，而暹羅龍牙齒的氧同位素組成與其他獸腳類恐龍的差距最大。研究人員推測棘龍科是半水生動物，可在陸地、水域中生存，類似現代鱷魚、河馬。研究人員並推測棘龍科是以魚類為主食，以避免與當地的大型獸腳類恐龍競爭相同食物。

## 外部連結
- Siamosaurus （页面存档备份，存于）